# Naoja Kondó
Naoja Kondó (* 3. říjen 1983) je japonský fotbalista.

## Klubová kariéra
Hrával za Kashiwa Reysol, JEF United Chiba.

## Reprezentační kariéra
Naoja Kondó odehrál za japonský národní tým v roce 2012 celkem 1 reprezentační utkání.

## Statistiky
| Japonsko | Japonsko | Japonsko |
| Roky     | Záp.     | Góly     |
| -------- | -------- | -------- |
| 2012     | 1        | 0        |
| Celkem   | 1        | 0        |